# Villa Pancho, Texas
Villa Pancho là một nơi ấn định cho điều tra dân số (CDP) thuộc quận Cameron, tiểu bang Texas, Hoa Kỳ. Năm 2010, dân số của nơi này là 788 người.

## Dân số
- Dân số năm 2000: 386 người.
- Dân số năm 2010: 788 người.